# Billsta
För stadsdelen i Västerås, se Billsta, Västerås.
Billsta, tätort i Själevads distrikt, Örnsköldsviks kommun, Västernorrlands län.
Den ligger vid foten av Billaberget mot Själevadsfjärden med utsikt mot Själevads kyrka. Begreppet "Billsta" används också, särskilt inom föreningsverksamheten, ofta som gemensamt namn för alla byarna Främmerbilla, Överbilla, Billsta och Happsta.
I Billsta finns Fridhems församling som tillhör Evangeliska Frikyrkan (EFK).

## Befolkningsutveckling
| Befolkningsutvecklingen i Billsta 1950–2020 | Befolkningsutvecklingen i Billsta 1950–2020 | Befolkningsutvecklingen i Billsta 1950–2020 | Befolkningsutvecklingen i Billsta 1950–2020 | Befolkningsutvecklingen i Billsta 1950–2020 |
| ------------------------------------------- | ------------------------------------------- | ------------------------------------------- | ------------------------------------------- | ------------------------------------------- |
|                                             |                                             |                                             |                                             |                                             |
| År                                          |                                             |                                             | Folkmängd                                   | Areal (ha)                                  |
| 1950                                        | 1950                                        |                                             | 385                                         |                                             |
| 1960                                        | 1960                                        |                                             | 414                                         |                                             |
| 1965                                        | 1965                                        |                                             | 380                                         |                                             |
| 1970                                        | 1970                                        |                                             | 271                                         |                                             |
| 1975                                        | 1975                                        |                                             | 255                                         |                                             |
| 1980                                        | 1980                                        |                                             | 350                                         |                                             |
| 1990                                        | 1990                                        |                                             | 390                                         | 107                                         |
| 1995                                        | 1995                                        |                                             | 399                                         | 107                                         |
| 2000                                        | 2000                                        |                                             | 392                                         | 107                                         |
| 2005                                        | 2005                                        |                                             | 378                                         | 108                                         |
| 2010                                        | 2010                                        |                                             | 361                                         | 107                                         |
| 2015                                        | 2015                                        |                                             | 361                                         | 104                                         |
| 2020                                        | 2020                                        |                                             | 362                                         | 103                                         |
|                                             |                                             |                                             |                                             |                                             |